# HD현대마린솔루션
HD현대마린솔루션 주식회사는 2016년 현대중공업의 AS(애프터 서비스)사업부가 분할돼 설립된 회사로, 선박 개·보수가 주요 사업인 대한민국의 기업이다.. HD현대글로벌서비스에서 HD현대마린솔루션으로 개명하였다.
코스피 상장 추진을 공식화했으며 KB증권·JP모건·UBS 등을 대표 주관사로 선정하였다. 공모가 8만3400원으로 5월 8일 한국거래소 상장을 했다.

## 같이 보기
- HD현대
- HD한국조선해양
- HD현대삼호
- KKR